# Tagandubba
Tagandubba (nep. टाघनडुब्बा) – gaun wikas samiti we wschodniej części Nepalu w strefie Meći w dystrykcie Jhapa. Według nepalskiego spisu powszechnego z 2001 roku liczył on 4308 gospodarstw domowych i 9539 mieszkańców (4722 kobiet i 4817 mężczyzn).